# Фурсьют

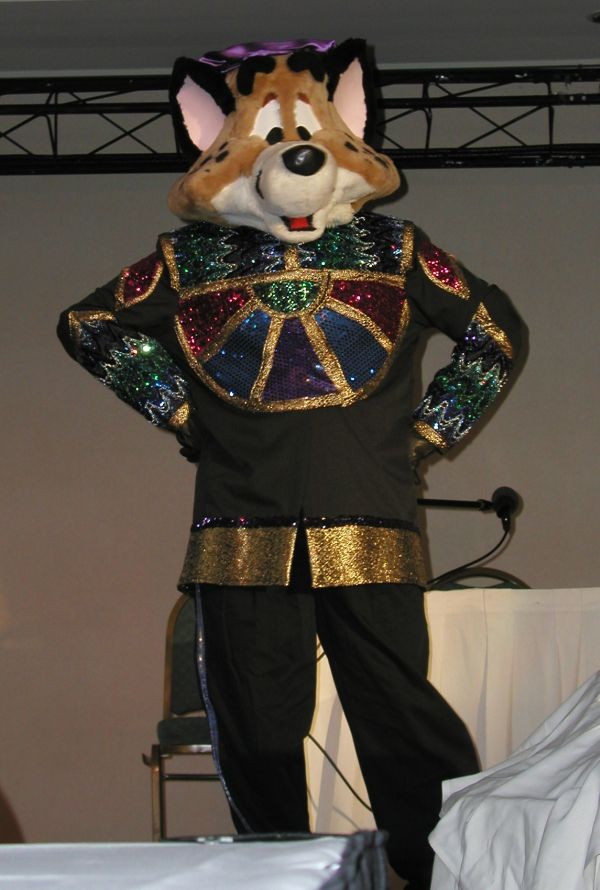
Ведучий конкурсу фурсьюта «Further Confusion» в 2002 році

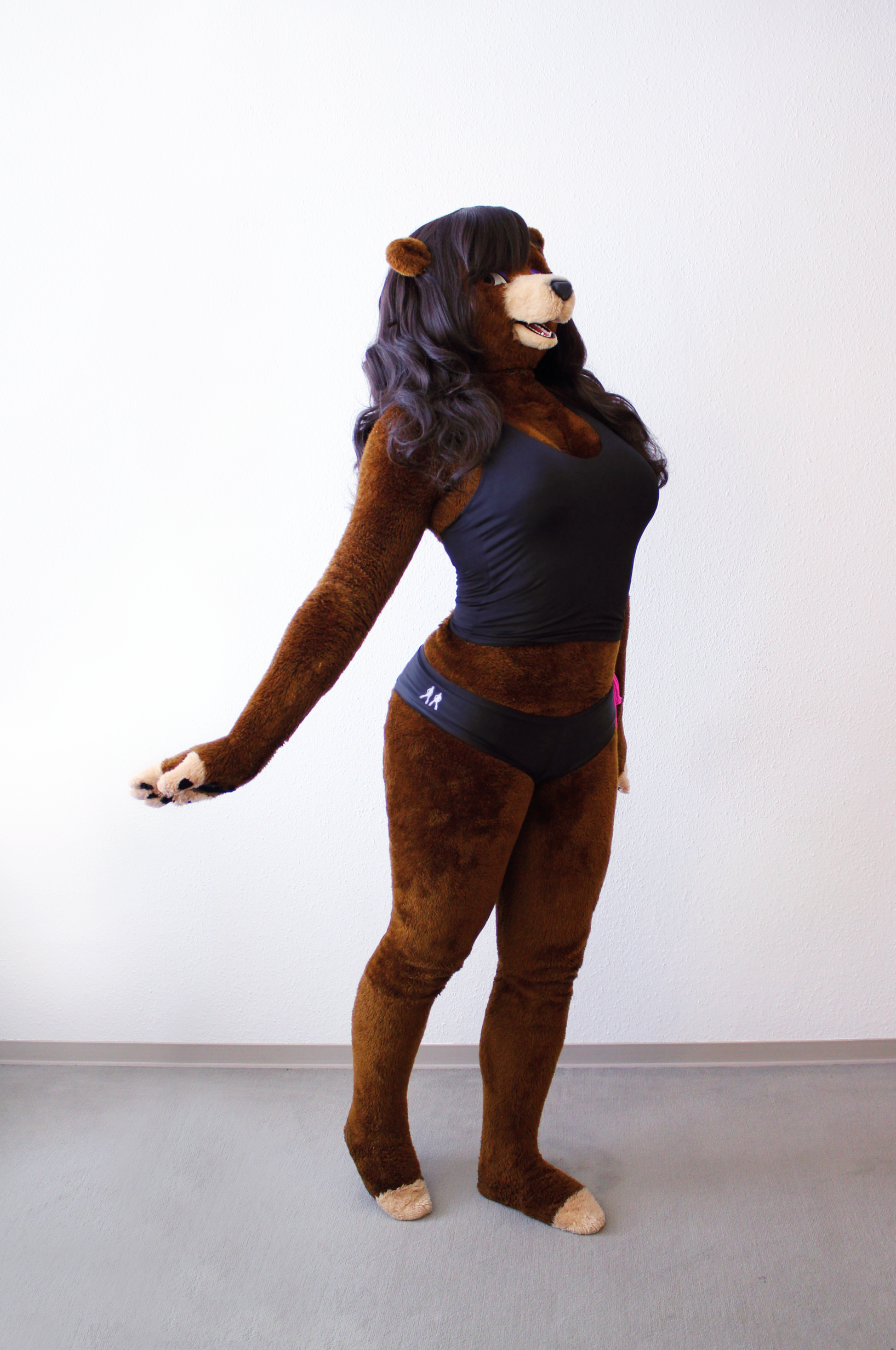
Персонаж під ім'ям Cherry. Фурсьют «Winfoxi»

Фурсьют (від англ. fursuit — fur (хутро) і suit (костюм)) — костюм якої-небудь тварини або анімаційного персонажа, зроблений зі штучного хутра. Є одним з аспектів творчості субкультури фурі. Термін фурсьют придумав Роберт Кінг в 1993 році. На пострадянському просторі фурсьютінг (виготовлення фурсьютів) слаборозвинуте, так само як і сама субкультура.
- Повний (що покриває все тіло) або частковий (окремі деталі повного: вуха, хвіст, лапи).

## Фурсьют в повсякденному житті
Поза контекстом субкультури фурсьюти використовуються у вуличних шоу, спортивних змаганнях (талісмани команд) і рекламі.